# Hélène de Jaurias
Hélène Aubin de Jaurias plus communément appelée Hélène de Jaurias (1824-1900) est une missionnaire française qui décéda pendant la révolte des Boxers.

## Biographie
Née le 1er mai 1824 au château de Jaurias (Gout-Rossignol), en Dordogne, elle est la sixième des huit enfants d'Antoine Aubin de Jaurias et de son épouse (1845), née Louise-Éléonore de Tessières. Après être entrée chez les filles de la Charité, elle quitta Paris le 25 juillet 1855 pour la Chine. Elle arriva le 15 décembre 1855 à Ningbo (province du Zhejiang), où elle se consacra à des œuvres hospitalières dans le vicariat apostolique du Zhejiang, puis dans celui du nord Tché-Ly (aujourd'hui Zhili), dont le siège est à Pékin. Elle est morte le 21 août 1900 à Pékin (cf. son journal en p49 dans la lettre que Soeur Louise envoie à la suite de son décès) des suites de deux crises d'apoplexie (l'une le 15 et l'autre le 19) lors de la libération du Pé-Tang assiégé par les Boxers (13 juin-16 août 1900). Son histoire eut un grand retentissement dans la presse de l'époque.
Elle est considérée comme l'« héroïne » du Pé-Tang.

## Littérature
- Henri Mazeau, L'héroïne du Pé-tang, (Hélène de Jaurias, Sœur de Charité), Paris, 1905.
- Albert de Salinis, "L'héroïne du Pé-tang", in Études XLII t. 103, Paris, 1905. (p. 305-329)
- Soeur de Jaurias, Journal du siège de Peï-Tang Juin-Juillet-Août 1900. Nontron Imprimerie Louis Réjou 5 place de l'Hôtel de Ville 1900.